# Division de Lahore
La division de Lahore (en ourdou : لاہور ڈویژن) est une subdivision administrative du nord de la province du Pendjab au Pakistan. Elle compte près de 19,4 millions d'habitants en 2017, et sa capitale est Lahore.
Comme l'ensemble des divisions pakistanaises, la subdivision a été abrogée en 2000 avant d'être rétablie en 2008.
La division regroupe les districts suivant :
- district de Kasur
- district de Lahore
- district de Nankana Sahib
- district de Sheikhupura